# چرخ نخ‌ریسی

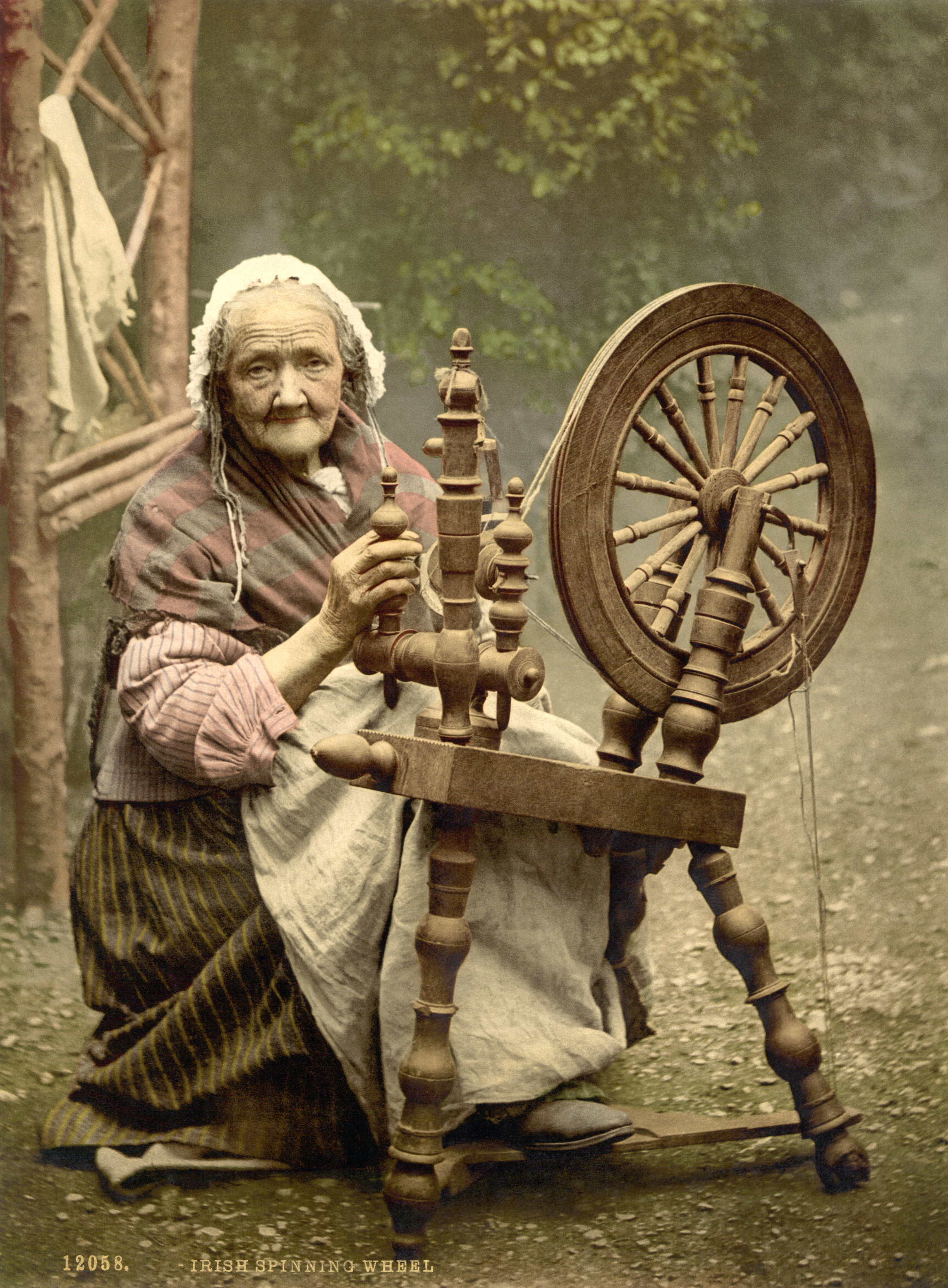
چرخ نخ ریسی

چرخ نخ‌ریسی، افزاره‌ای است که برای رشتن نخ یا ریسمان یا قیطان، از الیاف طبیعی یا مصنوعی بکار گرفته می‌شود. این دستگاه که در هزاره دوم میلادی و در آسیا ظهور نمود، جایگزین نخ‌ریسی سنتی با دست به وسیله دوک نخ ریسی و دشکی گردید.
چرخ نخ‌ریسی، یکی از نمادهای کشور هندوستان است.